# Stefan Wallin
Stefan Erik Wallin (ur. 1 czerwca 1967 w Vaasa) – fiński polityk, działacz mniejszości szwedzkiej, poseł do Eduskunty i minister.

## Życiorys
W 1986 zdał egzamin maturalny. W 1994 uzyskał magisterium z zakresu nauk społecznych na szwedzkojęzycznej Åbo Akademi w Turku.
Od 1989 do 1994 pracował w wydawnictwach. Później był doradcą w różnych ministerstwach. Od 2000 pełnił funkcję asystenta redaktora naczelnego pisma „Åbo Underrättelser”. W 2005 powołano go na sekretarza stanu w Ministerstwie Środowiska.
W 2006 został przewodniczącym Szwedzkiej Partii Ludowej, funkcję tę pełnił do 2012. 1 stycznia 2007, po rezygnacji Jan-Erika Enestama, został ministrem środowiska w pierwszym rządzie Mattiego Vanhanena (a także ministrem w resorcie spraw zagranicznych). W wyborach parlamentarnych w tym samym roku uzyskał mandat posła do Eduskunty. 19 kwietnia 2007, po utworzeniu nowej koalicji rządowej z dotychczasowym premierem na czele, objął urząd ministra kultury i sportu. Został też ministrem w ministerstwie spraw społecznych i zdrowia. Utrzymał zajmowane stanowiska również w powołanym 22 czerwca 2010 rządzie Mari Kiviniemi. W 2011 ponownie wybrany do parlamentu. 22 czerwca 2011 w rządzie Jyrkiego Katainena został ministrem obrony. W 2012 na stanowisku przewodniczącego partii i ministra zastąpił go Carl Haglund. W 2015 z powodzeniem ubiegał się o poselską reelekcję.